# Battaglia di Nihavand
La battaglia di Nihavand (in persiano جنگ نهاوند‎, Jang-e Nehāvend, in arabo ﻣﻌﺮﻛـة ﻧﻬﺎﻭﻧﺪ‎?, Maʿrakat Nihāwand) fu uno scontro tra arabi e sasanidi avvenuto nel 642 e snodo decisivo nella storia dell'Iran. Lo scontro si risolse in una disastrosa sconfitta per l'esercito sasanide che aprì la strada alla conquista islamica della Persia nei decenni successivi.

## La battaglia
Teatro dello scontro - decisivo per la conquista islamica della Persia - fu la piana di Nahâvand, altrimenti nota come "Nehavend", "Nihavend", "Mah - Nahaavand" e "Nahawand", oggigiorno fiorente città produttrice di tappeti, sita poco a sud di Hamadan (l'antica capitale dei Medi, Ecbatana), ad est di Malayer, e a nord-ovest di Borūjerd.
A Nihāvand 30 000 arabi agli ordini di al-Nuʿmān b. Muqarrin attaccarono l'esercito sasanide forte di 150 000 soldati comandati da Fīrūzan. I Sasanidi avevano occupato una posizione ben difesa e, dopo un'incerta scaramuccia iniziale, Nuʿmān si finse sconfitto e abbandonò il campo di battaglia. A questo punto Fīrūzan commise un grave errore: lasciò la sua posizione di vantaggio e si precipitò all'inseguimento del nemico, che però lo attendeva in una gola nella quale l'esercito sasanide fu intrappolato e massacrato. Si dice, con grande esagerazione, che i caduti tra i persiani fossero più di 100 000; morirono anche i due comandanti.
Con la morte di Yazdegerd III nel 651, ultimo Shāhanshāh sasanide, la conquista dell'Iran da parte araba fu compiuta.